# Suiformes
Cet article court présente un sujet plus développé dans : Artiodactyla.
Les Suiformes sont un sous-ordre de mammifères artiodactyles dans la classification classique.

## Classification classique
La classification classique élaborée uniquement sur des caractères morphologiques rapproche les hippopotames des suines, avec lesquels ils forment le sous-ordre des Suiformes selon le paléontologue Benton (2015) :
- Sous-ordre des Suiformes (Bunodontia)
  - Famille des †Entelodontidae
  - Famille des Suidae
  - Famille des †Anthracotheriidae
  - Famille des Hippopotamidae